# Batalha de Churubusco
A Batalha de Churubusco ocorreu em 20 de agosto de 1847, logo depois da Batalha de Contreras (Padierna), durante a Guerra Mexicano-Americana. Depois de derrotar o exército mexicano em Churubusco, o exército dos Estados Unidos estava apenas 8 km de distância da Cidade do México, capital do país. Um mês depois, as forças dos Estados Unidos capturaram a Cidade do México e a guerra acaba.

## Antecedentes
Após a sua derrota em Contreras e San Antonio, os mexicanos recuaram de volta para a vila de Churubusco. Durante a retirada de San Antonio, os defensores mexicanos (chamados de primeira linha de defesa, ou às vezes o "Exército do Centro", liderado pelo general N. Bravo, com cerca de 2.000 homens: 700 "Hidalgo", 500 "Victoria" Natl. Guardas de batalhões, outros 800: sob Cols. A. Zerecero & J. G. Perdigon Garay), foram atingidos no flanco pela brigada da divisão do general William J. Worth de Clarke. As forças dos Estados Unidos capturaram cerca de 500 prisioneiros, incluindo o general Perdigon Garay, e cerca de cinco canhões. As forças dos Estados Unidos começaram a se fundir com as forças que vieram de Contreras para mais um ataque.
Os mexicanos descansaram no convento franciscano de Santa María de Churubusco. Embora o convento não ofereceu nenhuma vantagem de altura sobre o terreno circundante, mas havia um pequeno rio, atravessado por uma ponte, que as forças dos Estados Unidos tiveram que negociar primeiro. Além das paredes de pedra do convento, as defesas incluiram uma série de trincheiras incompletas que tinham começado a escavar antes do ataque dos mexicanos. Os defensores contados 1.300 homens dos batalhões Independencia e Bravos (90% dos quais nunca tinham visto um combate) e do Batalhão de São Patrício, também chamado de San Patricios. Alguns elementos dos batalhões Tlapa e Lagos chegaram como reforços. Os mexicanos tiveram sete canhões.
Três canhões foram colocados à direita, dois no centro e os outros dois do lado esquerdo. Independencia foi designada para defender as paredes superiores, o flanco direito que conduz à ponte, o sul fortificado e os lados do norte, e duas cabanas de adobe mais para a frente no campo de batalha. Os Bravos e os San Patricios estavam posicionados do lado esquerdo, atrás de barricadas. Em apoio ao longo do Rio Churubusco foi a brigada de Perez: 2.500 homens (11ª Linha, 1ª, 3ª & 4ª regimentos de infantaria).

## Batalha

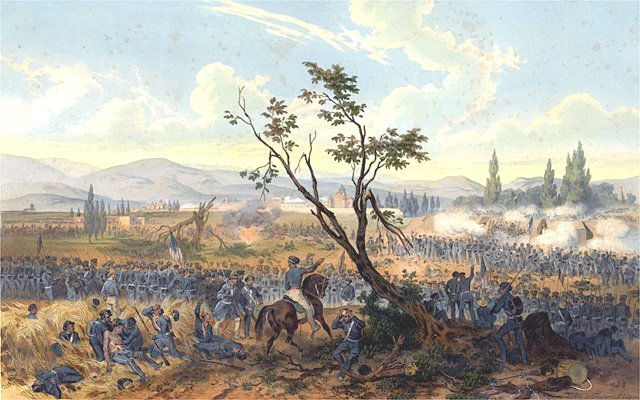
Batalha de Churubusco, durante a Guerra Mexicano-Americana, pintura de Carl Nebel.

O primeiro ataque, pelos 5.000 homens das divisões de William J. Worth e David E. Twiggs dos Estados Unidos, foi repelido com sucesso. Pedro María Anaya, segundo no comando ao general Manuel Rincón, conseguiu repelir um ataque particularmente forte no flanco esquerdo. Assim como a ponte parecia propensa a cair para os invasores, três pequenos grupos de milícias chegaram para reforçar os defensores. Um combate intenso continuou por três ou quatro horas, até a Independencia, apesar de uma série de mensagens urgentes enviadas por trás das linhas dizendo que ficaram sem munição. Esta falta de munição foi porque os calibres de munição fornecidas não estavam corretas para os fuzis utilizados pelos defensores.

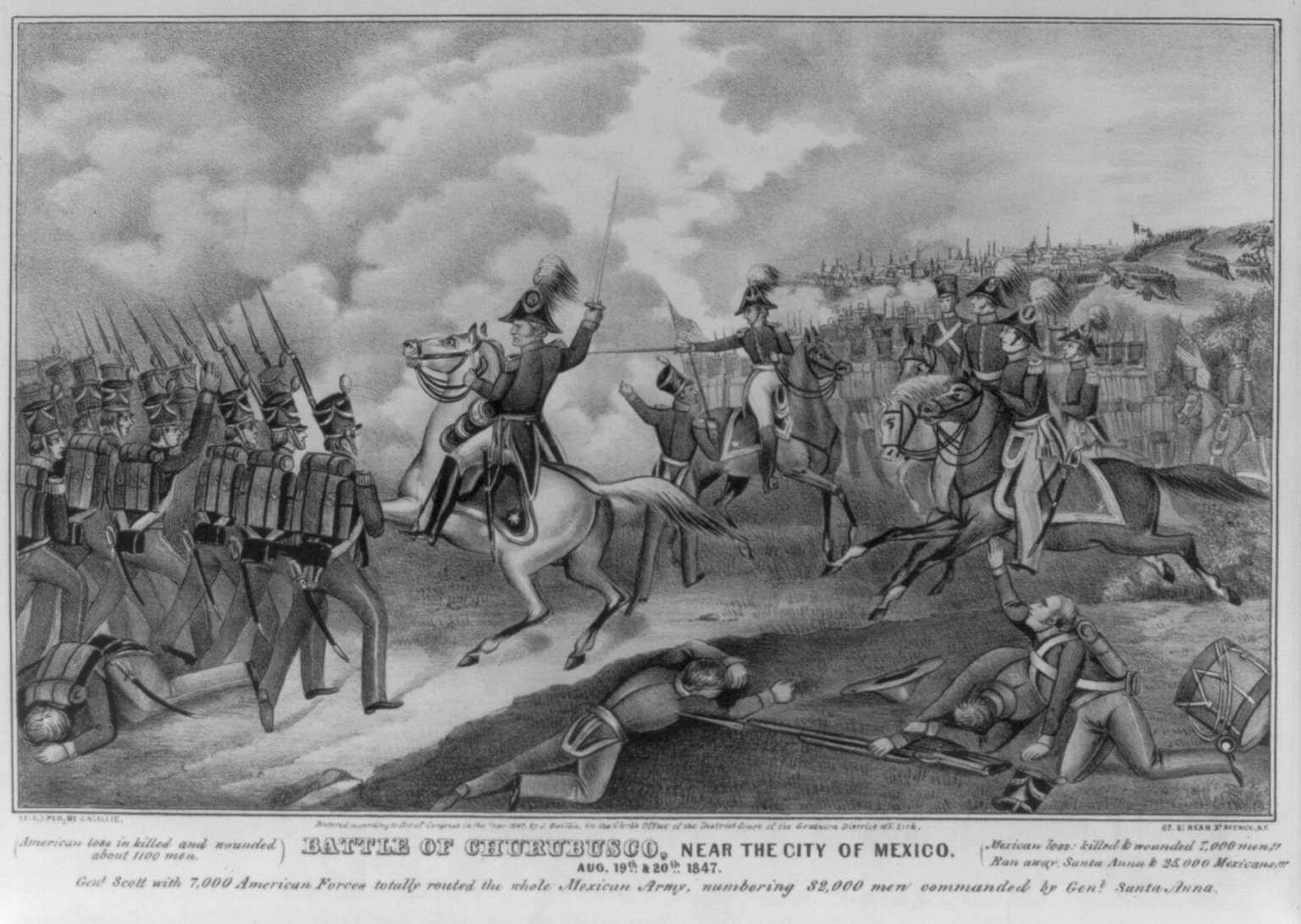
Batalha de Churubusco.

Dois dos canhões mexicanos tinham derretido e um terceiro havia caído de sua montaria. O tenente-coronel Francisco Peñúñuri de Independencia levou um punhado de homens em uma carga de baioneta e foram derrotados. Ele e o capitão Luis Martínez de Castro, que o havia acompanhado, foram mortos na batalha.
Oficiais dos Bravos tentaram levantar a bandeira branca ao longo dos muros do convento em três ocasiões. Eles foram impedidos de fazê-lo, no entanto, por membros do San Patricios, que temiam o destino que os aguardava, se eles foram feitos prisioneiros. Eles eram imigrantes irlandeses dos Estados Unidos que haviam desertado de suas unidades do Exército dos Estados Unidos e se juntaram aos mexicanos. Setenta e dois homens foram finalmente capturados e levados à corte marcial por deserção, incluindo o líder, Jon Riley.
A brigada de Franklin Pierce atravessaram o rio debaixo de fogo, seguido por brigada de Shields, e viraram o flanco direito mexicano. À esquerda, os elementos da divisão de Worth também conseguiram uma passagem no rio e tomaram as defesas mexicanos na parte traseira. A Resistência desabou, exceto para aqueles que estavam dentro do convento, que estenderam por algum tempo antes de se renderem.
Capitão James Milton Smith dos Estados Unidos subiu na parede do convento e levantou a bandeira branca da rendição. Chegando alguns minutos mais tarde, o general Twiggs obteve a rendição do general Anaya.

## Consequências
Uma brigada de voluntários de Nova Iorque ficaram alojados ao convento, permanecendo lá até 7 de setembro. Após sua vitória em Churubusco, o exército de Scott estava apenas a 8 km da capital Cidade do México. Um mês depois, depois de um cessar-fogo abortiva e negociações fracassadas, Cidade do México caíram para as forças norte-americanas.

## Na ficção
Pates da batalha foram retratadas na mini-série North and South, e no filme One Man's Hero (1999).